# Devaney Collier
Devaney Collier (20 juli 1998) is een Canadees baan- en wegwielrenster. In 2017 won ze samen met Ariane Bonhomme, Kinley Gibson en Meghan Grant de ploegenachtervolging op de Pan-Amerikaanse kampioenschappen baanwielrennen.

## Overwinningen

### Baanwielrennen
| Jaar       | CK                                          | PK                   | WK         | Overig     |
| Als junior | Als junior                                  | Als junior           | Als junior | Als junior |
| ---------- | ------------------------------------------- | -------------------- | ---------- | ---------- |
| 2016       | scratch · puntenkoers · keirin              |                      | scratch    |            |
| Als elite  |                                             |                      |            |            |
| 2017       | teamsprint                                  | ploegenachtervolging |            |            |
| 2018       |                                             | ploegenachtervolging |            |            |
| 2019       | ploegenachtervolging · koppelkoers · omnium |                      |            |            |
| 2024       |                                             | ploegenachtervolging |            |            |